# David Schwartz
David Schwartz (...) è un compositore statunitense.
Ha composto musiche per film e serie televisive, tra cui: Arrested Development - Ti presento i miei, Un medico tra gli orsi e The Good Place.

## Filmografia parziale

### Cinema
- Magia nel lago (Magic in the Water), regia di Rick Stevenson (1995)
- You Stupid Man, regia di Brian Burns (2002)

### Televisione
- Beverly Hills 90210 (Beverly Hills, 90210) - serie TV, 2 episodi (1990)
- Un medico tra gli orsi (Northern Exposure) - serie TV, 110 episodi (1990-1995)
- Due di noi - The Beatles (Two of Us) - film TV, regia di Michael Lindsay-Hogg (2000)
- Leap of Faith - serie TV (2002)
- Arrested Development - Ti presento i miei (Arrested Development) - serie TV, 76 episodi (2003-2018)
- Deadwood - serie TV, 2 episodi (2004)
- Carpoolers - serie TV, 9 episodi (2007-2008)
- Le regole dell'amore (Rules of Engagement) - serie TV, 20 episodi (2007-2008)
- Reaper - In missione per il Diavolo (Reaper) - serie TV, 31 episodi (2007-2009)
- The Good Place - serie TV, 50 episodi (2016-2020)

## Premi
- BMI Film & TV Award
  - 1992-1993-1994 per Un medico tra gli orsi
  - 2002 per Leap of Faith[1]
  - 2008 per Le regole dell'amore[2]